# Countdown Grand Prix 2002
Der deutsche Vorentscheid zum Eurovision Song Contest (ESC) 2002 in Tallinn fand am 22. Februar 2002 in der Kieler Ostseehalle statt. Die Veranstaltung war im Ersten live zu sehen. Axel Bulthaupt moderierte.

## Teilnehmerfeld
Fünfzehn Titel waren zum Vorentscheid zugelassen, mehr als in den Vorjahren. Unter den Künstlern waren die Weather Girls, Bernhard Brink, die Kelly Family, das Komikerduo Mundstuhl und die Fun-Punk-Band SPN-X. Drei Künstler hatten Deutschland bereits beim Grand Prix vertreten: Nino de Angelo 1989, Ireen Sheer 1978 und Joy Fleming 1975. Die große Favoritin des Abends war jedoch Corinna May, die nach 1999 und 2000 zum dritten Mal am deutschen Vorentscheid teilnahm.

## Teilnehmerfeld & Ergebnis
| Nr. | Interpret                              | Titel (Musik/Text)                                                                                     | Runde 1 Platz | Runde 2 Platz |
| --- | -------------------------------------- | --- | ------------- | ------------- |
| 01. | Disco Brothers feat. The Weather Girls | Get Up, Stand Up (Harald Reitinger, Uli Fischer)                                                       | ? 13.         | —             |
| 02. | Normal Generation?                     | Hold On (Simon Veigel, Steve Waidelich & Judy Bailey)                                                  | 12 % 03.      | 26,4 % 3.     |
| 03. | Nino de Angelo                         | Und wenn du lachst (Andreas Fahner, Hartmut Krech & Mark Nissen)                                       | ? 09.         | —             |
| 04. | Unity 2                                | You Never Walk Alone (Klaus Dehr, Peter Voll & Eckhard Horst)                                          | ? 14.         | —             |
| 05. | Mundstuhl                              | Fleisch (Mundstuhl)                                                                                    | ? 11.         | —             |
| 06. | Isabel Soares                          | Will My Heart Survive (Dieter Bohlen)                                                                  | ? 06.         | —             |
| 07. | Linda Carriere                         | Higher Ground (Ali Neander, Linda Carriere & Lisa Cash)                                                | ? 12.         | —             |
| 08. | SPN-X                                  | Bravo Punk (Alexander Muth)                                                                            | ? 08.         | —             |
| 09. | Zarah                                  | To Be or Not to Be (Guido Craveiro, Johannes Kram & Michael Holm)                                      | ? 15.         | —             |
| 10. | Ireen Sheer & Bernhard Brink           | Es ist niemals zu spät (Michael Buschjan, Jean-Pierre Valence, Bernhard Brink & Norbert Hammerschmidt) | ? 07.         | —             |
| 11. | The Kelly Family                       | I Wanna Be Loved (Kelly Family)                                                                        | ? 04.         | —             |
| 12. | Tuesdays                               | Du bist mein Weg (Gino Trovatello & Matthias Stingl)                                                   | ? 10.         | —             |
| 13. | Corinna May                            | I Can’t Live Without Music (Ralph Siegel & Bernd Meinunger)                                            | 19,5 % 01.    | 41,1 % 1.     |
| 14. | Natalie                                | Don’t Say Goodbye (Jan Löchel & Vincent Sorg)                                                          | ? 05.         | —             |
| 15. | Joy Fleming & Jambalaya                | Joy to the World (Jason Homan & Hans Steingen)                                                         | 14 % 02.      | 32,5 % 2.     |

## Abstimmungsmodus
Die Zuschauer konnten per Telefon und SMS abstimmen. Wie im Vorjahr gab es zwei Abstimmungsrunden. Die drei bestbewerteten Titel des ersten Durchgangs standen in einem zweiten Durchgang zur Wahl. Der Sieger vertrat Deutschland beim ESC-Finale.
In der Abstimmungspause traten Schiller mit der Sängerin Isgaard auf und präsentierten den Titel Ein schöner Tag. Das Lied hielt sich sieben Wochen in den Charts und erreichte Platz 40. 

## Ergebnis
Wie in den Vorjahren gab die ARD nur das Ergebnis der zweiten Abstimmungsrunde bekannt. Corinna May gewann mit ihrem Titel I Can’t Live without Music und erhielt 41,1 Prozent der Stimmen. Joy Fleming + Jambalaya (Joy to the World) wurden mit 32,5 Prozent Zweite, Normal Generation? (Hold On) Dritte mit 26,4 Prozent. Damit sandte Deutschland zum ersten Mal seit Silver Convention 1977 einen englischen Beitrag zum Finale.

## Abschneiden des deutschen Betrags beimEurovision Song Contest 2002
Beim Finale in Tallinn belegte Corinna May den 21. und somit viertletzten Platz.